# 粟津溫泉
粟津溫泉是位於日本石川縣小松市（古代的加賀國）的溫泉。

## 交通
- 鐵路：JR北陸本線加賀溫泉站下車，再乘車約15分鐘。
- 公車：
  - 從小松站乘小松巴士往「粟津溫泉」、「那谷寺」方向。
  - 自金澤站乘搭北陸鐵路温泉特快巴士（往山中温泉方向）在「粟津溫泉」站下車。

## 泉質
- 硫酸鹽泉（舊泉質：芒硝泉）

## 歷史
有1300年歷史，是日本北陸地區歷史最悠久的溫泉區。相傳在公元718年，在白山修行的泰澄大師夢到白山大權現神指示：粟津村將有溫泉湧出，必須開鑿此靈泉拯救患病眾生。此後，一直成為當地有名的溫泉勝地。
第二次世界大戰後，日本進入經濟增長期，從京都、大阪地區湧來大量的團體旅客，鄰近的山代温泉、山中溫泉和片山津溫泉的旅館不斷地擴建，粟津差點被那個開發的浪潮所吞没。而以前的木造旅館陸續被拆毁，取而代之的是以鋼筋重建的現代化賓館，温泉街的風貌也為之改變。但是，從1980年代開始，團體旅客也開始减少，經營困難，旅館的數目也減少了一半。
在旅館當中，以「法師」跟粟津温泉有著同樣悠久的歷史而聞名，被健力士世界紀錄大全承認為「世界歷史最悠久的旅館」，經歷超過1300年，46代以後，現在仍保留著木造旅館的風格。

## 關連條目
- 溫泉
- 日本溫泉列表
- 小松市

## 外部連結
- 粟津溫泉觀光協會 （页面存档备份，存于）